# A864 (motorväg, Tyskland)
A864 är en motorväg i Tyskland. Vägen är en dela av det som planerades som A86.
Den 6 september 1992 skedde en olycka där A864 möts B27. Då en buss kolliderade med en personbil. 27 personer dog och 20 personer + föraren av bussen skadades allvarligt.

## Trafikplatser
|  | Nr | Skyltning            |
|  | 1  | Donaueschingen E 531 |
|  | 2  | Bad Dürrheim E 41    |